# 宮崎典男
宮崎典男（みやざき のりお、1915年11月26日 - 2006年）は、日本の教育者・国語教師。

## 略歴
宮城県師範学校卒業。宮城県内の小学校教員として、文学作品の読み方指導、作文指導などの分野において、理論・実践の両方で業績を残した。教育科学研究会・国語部会・宮城国語部会の代表的実践家・理論家である。1959年、第4回教育科学研究会全国研究集会・国語部会に参加して以来、教育科学研究会・国語部会の実践・研究をリードし、文学作品の読み方指導の授業過程を理論的に提示した。

## 著書
- 『文学作品の読み方指導』（むぎ書房、1980年6月30日発行、ISBN 978-4-8384-0069-0）
- 『読み方指導』（むぎ書房、1975年、ISBN 978-4-8384-0068-3）
- 『文学作品の読みの授業』（むぎ書房、ISBN 978-4-8384-0007-2）
- 『人間づくりの学級記録』（むぎ書房、教育文庫14、ISBN 978-4-8384-0070-6）

## 共著書
- 『続・国語教育の理論』（むぎ書房、 奥田靖雄・国分一太郎編、1966年12月25日発行）